# Лабашум
Лабашум (шум. la-ba-/a’?-šum?\) — восьмой шумерский царь первой династии Урука. Правил в XXVI веке до н. э.
Согласно «Царскому списку» Лабашум правил 9 лет.